# Karl Pichelmayer
Karl Pichelmayer (* 6. August 1868 in Berndorf bei Bruck an der Mur; † 23. Jänner 1914 in Mödling) war ein österreichischer Techniker.

## Leben
Karl Pichelmayer studierte Maschinenbau an der Technischen Hochschule Graz. Als Assistent des Albert von Ettingshausen befasste er sich mit Elektrotechnik und wurde ab 1891 bei Siemens & Halske in Leopoldau (Wien) zu einem führenden Elektromaschinenbauer.
1905/1906 wurde er an der Technischen Hochschule Wien Professor für den Bau und die Konstruktion elektrischer Maschinen und Apparate.
Er gehörte auch dem Patentgerichtshof an und war Mitglied der Internationalen Kommission.
Seine Formel für Stromwendespannung in Stromwendermaschinen hat bis heute Gültigkeit.

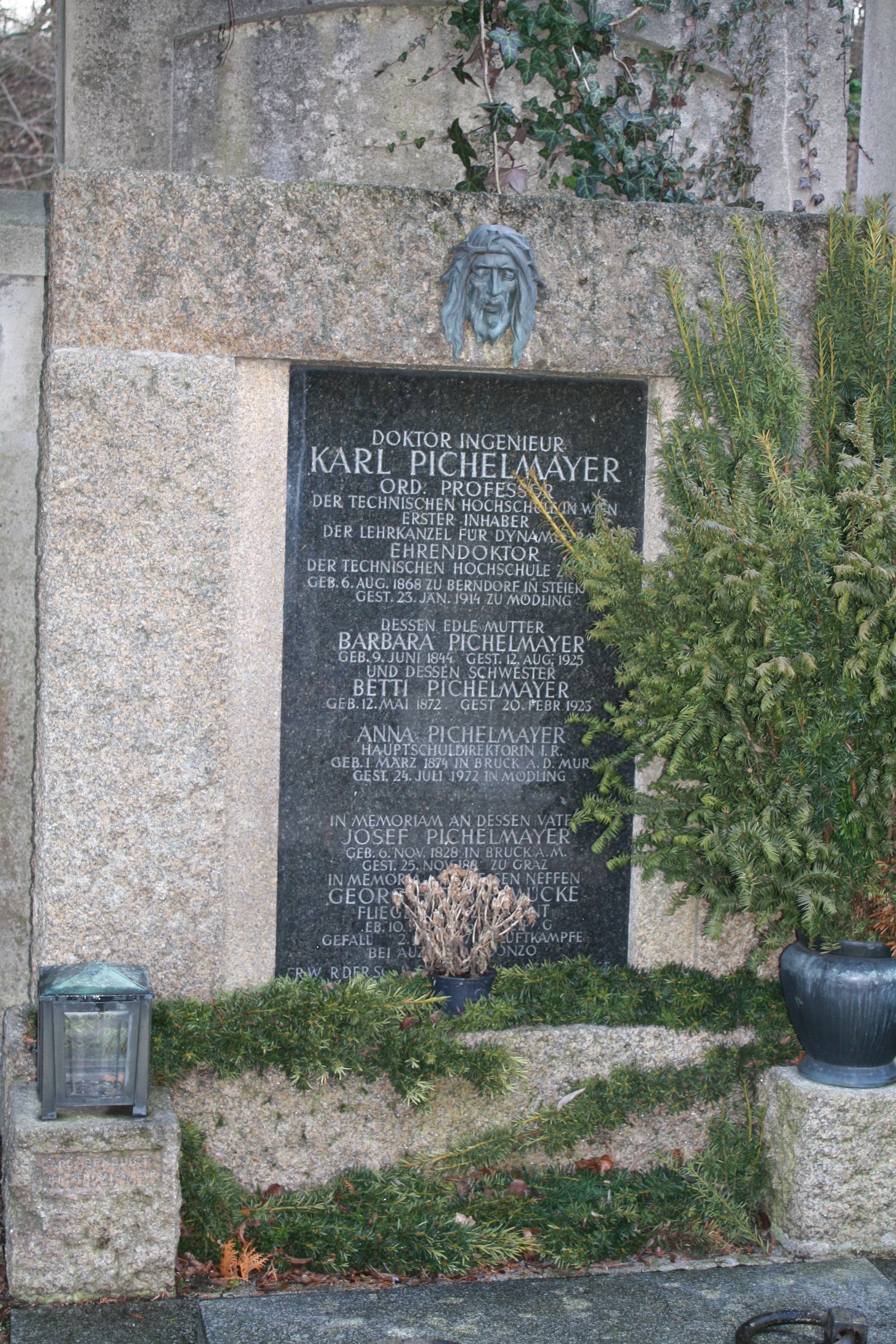
Familiengrab am Mödlinger Friedhof

Gestorben ist er in Mödling, wo er auch im Familiengrab bestattet ist.

## Anerkennungen
- 1900 erhielt er auf der Pariser Weltausstellung die goldene Medaille für die von ihm entworfenen Produkte.
- In Graz erhielt er 1911 die Ehrendoktorwürde.
- Im Jahr 1965 wurde in Wien-Favoriten (10. Bezirk) die Pichelmayergasse nach ihm benannt.